# Médaille du service public distingué de la NASA
La médaille du service public distingué de la NASA (en anglais : NASA Distinguished Public Service Medal) est une récompense similaire à la médaille du service distingué de la NASA, mais attribué au personnel non-gouvernemental, c'est-à-dire à toute personne qui n'était pas un employée par le gouvernement au moment où le service a été effectué.

## Lauréats

### Années 1960
1967
- Dr Charles Stark Draper[1]

1969
- Harry Hess
- T.J. O'Malley
- Frederick Seitz[2]
- Charles H. Townes

### Années 1970
1971
- Joseph G. Gavin
- George E. Stoner[3]

1972
- Riccardo Giacconi
- Brian O'Brien
- Gerald Joseph Wasserburg

1973
- Paul B. Blasingame
- Joseph F. Clayton
- Leo Goldberg
- Clinton H. Grace
- Robert E. Greer
- George W. Jeffs
- Thomas J. Kelly
- H. Douglas Lowrey
- Joseph P. McNamara
- Richard H. Nelson
- Frank Press
- Theodore D. Smith

1974
- Ben G. Bromberg
- Jack M. Campbell
- Edwin G. Czarnecki
- Harry Dornbrand
- Jesse Greenstein
- Bruce C. Murray
- T.J. O'Malley
- William G. Purdy

1975
- Grant L. Hansen
- Willis M. Hawkins
- Richard B. Kershner

1976
- Edward W. Bonnett
- Antonio Ferri
- Theodore D. Smith
- Lyman Spitzer[4]

1977
- Laurence J. Adams
- Franklin W. Kolk
- Walter O. Lowrie
- Thomas G. Pownall
- Carl Sagan
- Francis B. Sayre
- Ronald Smelt
- Kurt Waldheim

1978
- Edward O. Buckbee[5]
- Gerald Joseph Wasserburg

### Années 1980
1982
- Harrison H. Schmitt[6]

1983
- Eugene H. Levy

1984
- Erik Quistgaard[7]

1988
- Robert Heinlein[8]

### Années 1990
1991
- John T. Radecki
- Rodger Doxsey
- Harlan James Smith[9]
- Bert R. Bulkin

1992
- John Bahcall
- Berrien Moore III[10],[11]

1993
- Riccardo Giacconi[12]

1995
- Dr. Robert L. Golden[13],[14]
- Bill G. Aldridge[15]

1996
- Lori Garver[16],[11]

1997
- Norman Ralph Augustine

### Années 2000
2000
- Jacques Blamont[11]

2001
- Alain Bensoussan
- James (Jim) F. Berry[17],[18]

2003
- Roger J. Bressenden
- Hugh (Hamp) Wilson[19]
- Roger Chrostowski
- Barry Greenberg[20]

2004
- Neil deGrasse Tyson
- Edward C. “Pete” Aldridge
- Maria T. Zuber[21]
- Dr. Laurie Leshin[22],[23]

- William H. Webster[24],[11]

2005
- William Sample[25]
- Richard O. Covey[26]
- Dr. Douglas Stanley[27]

2007
- Jim Banke[28]
- David F. Dinges[29],[30]
- Paul Lightsey[31]
- Lynda Weatherman[28]

2009
- Dr. Carlos T. Mata[32]
- Brian Rishikof[33]
- Lester M. Cohen[34]

### Années 2010
2010
- Dennis E. Botts[35]
- Jack Trombka[36]
- Benjamin M. Herman[37]

2011
- Gary Dempsey - COLSA[38]
- Charles Kopicz - ERC, Inc
- Robert Savoie - GEOCENT

2012
- Peter W. Phillips[39]
- Robert Berry
- Raymond M. Hoff
- James Sponnick, United Launch Alliance
- Michael L. Young, United Launch Alliance[40]

2013
- Christopher J. Keller, QinetiQ North America
- George Charles Adams Jr., Jacobs Engineering
- Dr. Deborah Barnhart, U.S. Space and Rocket Center (Alabama Space Science Exhibit Commission)
- Dr. Johnny L. Golden, The Boeing Company, Houston, TX